# Tlemcen (provins)

Tlemcens provins i Algeriet

Tlemcen (arabiska ولاية تلمسان) är en provins (wilaya) i nordvästra Algeriet. Provinsen har 945 525 invånare (2008). Tlemcen är huvudort.

## Administrativ indelning
Tlemcen är indelat i 20 distrikt och 53 kommuner. Distrikten är följande:
- Aïn Talout
- Bab El Assa
- Bensekrane
- Béni Boussaïd
- Béni Snous
- Chatouane
- Felaoucene
- Ghazaouet
- Hennaya
- Honaine
- Maghnia
- Mansourah
- Marsa Ben M'Hidi
- Nedroma
- Ouled Mimoun
- Remchi
- Sabra
- Sebdou
- Sidi Djillali
- Tlemcen